# Андреянов, Василий Дмитриевич
Васи́лий Дми́триевич Андрея́нов (21 июля 1915 года, Ташла, Ставропольский уезд Самарской губернии — 13 июня 1953, Куйбышев) — участник Великой Отечественной войны, гвардии старший сержант, Герой Советского Союза.

## Биография
Родился в семье крестьянина, окончил начальную школу. До призыва в армию работал в колхозе «Путь Ленина» Ташлинского сельсовета. В 1936—1939 годах служил в РККА. Участвовал в боях у озера Хасан.
В Великую Отечественную войну снова призван на фронт Хабаровским райвоенкоматом. С 1941 года служил механиком-водителем танка 37-го отдельного гвардейского танкового полка 15-й гвардейской механизированной бригады 4-го гвардейского механизированного корпуса 3-го Украинского фронта.
В 1944 году при штурме деревни Аджилар (Суворовский район Молдавии) Т-34 под управлением Андреянова уничтожил три орудия, два бронетранспортера и пять автомобилей противника, пулемётным огнём противнику был отрезан путь отхода.
Северо-западнее местечка Минжир (Котовский район Молдавии) танк, которым управляет Андреянов без переправы форсирует реку Прут, помогает отбуксировать на противоположный берег остальные танки. При попытке гитлеровцев атаковать переправившиеся советские войска танк Андреянова контратакует противника под огнём вражеской полевой артиллерии, уничтожает противотанковые орудия, автомобили. Переправившаяся вслед пехота захватывает в плен более 250 солдат и офицеров противника.
После боя один из немецких офицеров просил показать ему водителя танка Т-34: «Не могу поверить, что существуют такие умелые солдаты». Танк Андреянова дважды прочёсывал местность, где укрывались разбежавшиеся немцы.
Был дважды ранен. После окончания войны демобилизовался, жил и работал в Куйбышеве.

## Награды
- Герой Советского Союза (№ 6660) — звание присвоено 24 марта 1945 года «за героизм, проявленный в боях за освобождение Молдавии»;
- Орден Ленина (№ 45192, 24.03.1945);
- Орден Красной Звезды (7.05.1944)[1];.
- Медаль «За боевые заслуги» (24.12.1943);
- Медаль «За оборону Сталинграда».
- Знак «Участнику Хасанских боёв»

## Память
В честь Героя названа одна из улиц города Тольятти.